# Ōtsuki (Kōchi)
Ōtsuki (大月町 Ōtsuki-chō?) es un pueblo localizado en la prefectura de Kōchi, Japón. En junio de 2019 tenía una población estimada de 4.549 habitantes y una densidad de población de 44,2 personas por km². Su área total es de 102,94 km².

## Geografía

### Localidades circundantes
- Prefectura de Kōchi
  - Sukumo
  - Tosashimizu

## Demografía
Según los datos del censo japonés, esta es la población de Ōtsuki en los últimos años.
| 1995  | 2000  | 2005  | 2010  | 2015  |
| ----- | ----- | ----- | ----- | ----- |
| 7.422 | 6.956 | 6.437 | 5.783 | 5.095 |